# 이조잔영
"이조잔영"은 1967년 공개된 대한민국의 영화이다.

## 배역
- 오영일
- 문희
- 이대엽
- 이순재
- 황해
- 김동훈
- 한유정
- 변기종
- 전창근
- 이용남

## 수상
- 제1회 남도영화상
  - 신인남우상 - 오영일